# Timár
Timár là một thị trấn thuộc hạt Szabolcs-Szatmár-Bereg, Hungary. Thị trấn này có diện tích 21,82 km², dân số năm 2010 là 1342 người, mật độ 62 người/km².